# Dover Air Force Base

i7
i11
i13
Die Dover Air Force Base oder Dover AFB (IATA-Code: DOV, ICAO-Code: KDOV) ist ein Luftwaffenstützpunkt der US Air Force südöstlich der Stadt Dover im US-Bundesstaat Delaware. Sie besteht seit 1941.

## Stationierte Einheiten
Dover AFB beherbergt aktuell das 436. Airlift Wing (436 AW) des Air Mobility Command (AMC), auch bekannt als Eagle Wing, sowie das 512. Airlift Wing des Air Force Reserve Command (AFRC), bekannt als Liberty Wing. Sie war der einzige Stützpunkt, der ausschließlich das Großraumtransportflugzeug C-5 Galaxy betrieb, und zwar durch die 3. und 9. Airlift Squadron, wobei erstere inzwischen auf die C-17 umgestiegen ist; außerdem durch zwei Einheiten der Air Force Reserve (326. und 709. Airlift Squadron).

## Air Mobility Command Museum
Im Hangar 1301 auf der Dover AFB ist das Air Mobility Command Museum untergebracht. Die Flugzeughalle ist militärischen Transport- und Betankungsflugzeugen sowie ihrem Wartungspersonal gewidmet. Sie beherbergt eine große Zahl vollständig erhaltener entsprechender Maschinen. Tagsüber werden geführte Touren durch Freiwillige angeboten, von denen viele ehemalige Piloten, Navigatoren, Flugingenieure oder Verlader sind, die aus ihrer eigenen Erfahrung berichten können. Der Hangar umfasst über 1.900 m² Flugzeughalle plus 120 m² Ausstellungsräume. Weitere 590 m² im angrenzenden Gebäude beinhalten ein kleines Kino, den Museumsshop, einen Ausstellungs-Workshop sowie verschiedene Büros. Auf zusätzlichen 9.300 m² Außenfläche erlauben weitere ausgestellte Flugzeuge eine Betrachtung aus nächster Nähe. Das Museum unterhält außerdem ein großes Archiv mit Bezug zur Geschichte des AMC sowie der Dover AFB. 1994 wurde Building 1301, Dover Air Force Base in das Nationale Verzeichnis historischer Orte der Vereinigten Staaten aufgenommen.

## Besonderheiten
- Der Stützpunkt betreibt die größte dem US-Verteidigungsministerium unterstellte militärische Leichenhalle und wird deshalb als Umschlagplatz für sowohl zu Kriegs- als auch zu Friedenszeiten getötete Soldaten genutzt. Dover AFB ist traditionell der Ort, an den die sterblichen Überreste außerhalb der USA getöteter Soldaten zuerst gebracht werden, bevor die Übergabe an ihre Familien stattfindet. Somit erreichen die Gefallenen in Dover erstmals nach ihren Einsätzen wieder amerikanischen Boden und werden daher mit militärischen Totenehren empfangen.

- Im ebenfalls auf dem Gelände der Dover AFB ansässigen Charles C. Carson Center for Mortuary Affairs werden die Leichen von Zivilisten untersucht, die unter außergewöhnlichen Umständen zu Tode gekommen sind, wie z. B. die Opfer des Massenmordes/Suizids von Jonestown 1978. Hier fand auch die Identifizierung der sterblichen Überreste der Besatzung des Space Shuttle Challenger 1986 statt sowie 2003 derer des Space Shuttle Columbia. Im Carson Center erfolgte zudem ein Großteil der Identifizierung von während der Anschläge vom 11. September getötetem Militärpersonal.

- Bevor er eine Entscheidung über weitere Truppensendungen nach Afghanistan traf, besuchte Präsident Barack Obama am Abend des 28. Oktober 2009 die Basis und empfing persönlich die Särge einiger US-Soldaten.

- Zwei Bereiche des Warenlagers der 436. Aerial Port Squadron stürzten am 18. Februar 2003 in Folge eines Rekordschneesturms ein. Hierbei wurden auch zwei der sechs Verladerampen zerstört. Niemand wurde verletzt, jedoch wurde der Sachschaden auf rund eine Million Dollar geschätzt.

## Kommando und Nutzung

### Oberbefehlshaber
- First Air Force ab 17. Dezember 1941
- Air Service Command ab 19. Dezember 1942
- First Air Force ab 17. März 1943
- Continental Air Forces ab 6. Juni 1945

umbenannt in: Strategic Air Command ab 21. März 1946
- Tactical Air Command ab 1. April 1946
- Continental Air Command ab 1. Dezember 1948
- Air Defense Command ab 1. Januar 1951
- Military Air Transport Service ab 1. April 1952

umbenannt in: Military Airlift Command ab 1. Januar 1966
- Air Mobility Command seit 1. Juni 1992

* Zwischen 1. September 1946 und 1. August 1950 wurde die Basis vorübergehend inaktiv gestellt. In dieser Zeit unterlag Dover AFB der höheren militärischen Rechtsprechung.

### Hauptnutzer
- 45. Bombardment Group, 16. Mai – 30. August 1942
- 312. Air Base and HQ Squadron, 31. August 1942 – 10. April 1944
- 365. Fighter Group, 12. August – 19. November 1943
- 83. Fighter Group, 22. November 1943 – 10. April 1944

umbenannt in: 125. Base Unit, 10. April – 15. September 1944
umbenannt in: 125. AAF Base Unit, 15. September 1944 – 31. März 1946
- 320. AAF Base Unit, 1. April 1946 – 23. August 1948

umbenannt in 4404. Standby Base Squadron, 23. August 1948 – 27. November 1949
- 336. Fighter-Interceptor Squadron, 13. August – 10. November 1950
- 46. Fighter-Interceptor Squadron, 1. November 1952 – 1. Juli 1958
- 80. Air Base Squadron, 1. Februar 1952 – 1. August 1953
- 1607. Air Base Group, 1. August 1953

umbenannt in: 1607. Air Transport Wing, 9. November 1953 – 8. Januar 1966
- Aerial Port of Embarkation, 1. Mai 1954 – 15. Februar 1978
- 98. Fighter-Interceptor Squadron, 8. März 1956 – 20. Juni 1963
- 4728. Air Defense Group, 8. Februar 1957 – 1. Juli 1958
- 95. Fighter-Interceptor Squadron, 1. Juli 1963 – 31. Januar 1973
- 436. Military Airlift Wing (später: Airlift Wing), 8. November 1966 bis heute
- 912. Military Airlift Group, 25. September 1968 – 1. Juli 1973
- 512. Military Airlift Wing (später Airlift Wing), 1. Juli 1973 bis heute

## Zwischenfälle
- Am 13. April 1958 stürzte eine Douglas C-133A Cargomaster der United States Air Force (USAF) (Luftfahrzeugkennzeichen 54-0146) 10 Kilometer nördlich von Georgetown (Delaware) (USA) auf einem Testflug von und nach der Dover Air Force Base in Rückenlage ab. Alle 4 Besatzungsmitglieder, die einzigen Insassen auf dem Frachtflug, kamen ums Leben. Es war der erste Totalverlust dieses Flugzeugtyps.[3]

- Am 27. Mai 1962 stürzte eine Douglas C-133A Cargomaster der United States Air Force (USAF) (57-1611) 32 Minuten nach dem Start von der Dover Air Force Base östlich davon ins Meer. Nähere Einzelheiten sind derzeit nicht verfügbar. Alle 6 Besatzungsmitglieder, die einzigen Insassen auf dem Frachtflug, wurden getötet.[4]

- Am 24. März 1965 brach an einer Douglas C-124C Globemaster II der United States Air Force (USAF) (52-1075) die rechte Tragfläche außerhalb des Triebwerks Nr. 4 (rechts außen) ab. Die Maschine stürzte nahe Cordova, Maryland (USA) ab, 51 Kilometer südwestlich vom Start- und Zielpunkt Dover Air Force Base. Alle 6 Besatzungsmitglieder kamen ums Leben.[5]

- Am 13. September 1965 kam an einer Curtiss C-46D-5-CU Commando der US-amerikanischen Zantop Air Transport (N5132B) aufgrund einer falschen Feuerwarnung ein Propeller in die Segelstellung. Beim Versuch der Rückkehr zur Dover Air Force Base ließ sich das Fahrwerk wegen einer Hydraulikleckage nicht ausfahren. Daraufhin wurde eine Notlandung in Flugplatznähe durchgeführt. Dabei wurde das Flugzeug irreparabel beschädigt. Alle drei Besatzungsmitglieder, die einzigen Insassen auf dem Frachtflug, überlebten den Unfall.[6]